# Plusiodonta clavifera
Plusiodonta clavifera är en fjärilsart som beskrevs av Walker 1869. Plusiodonta clavifera ingår i släktet Plusiodonta och familjen nattflyn. Inga underarter finns listade i Catalogue of Life.